# Johnny Hiland

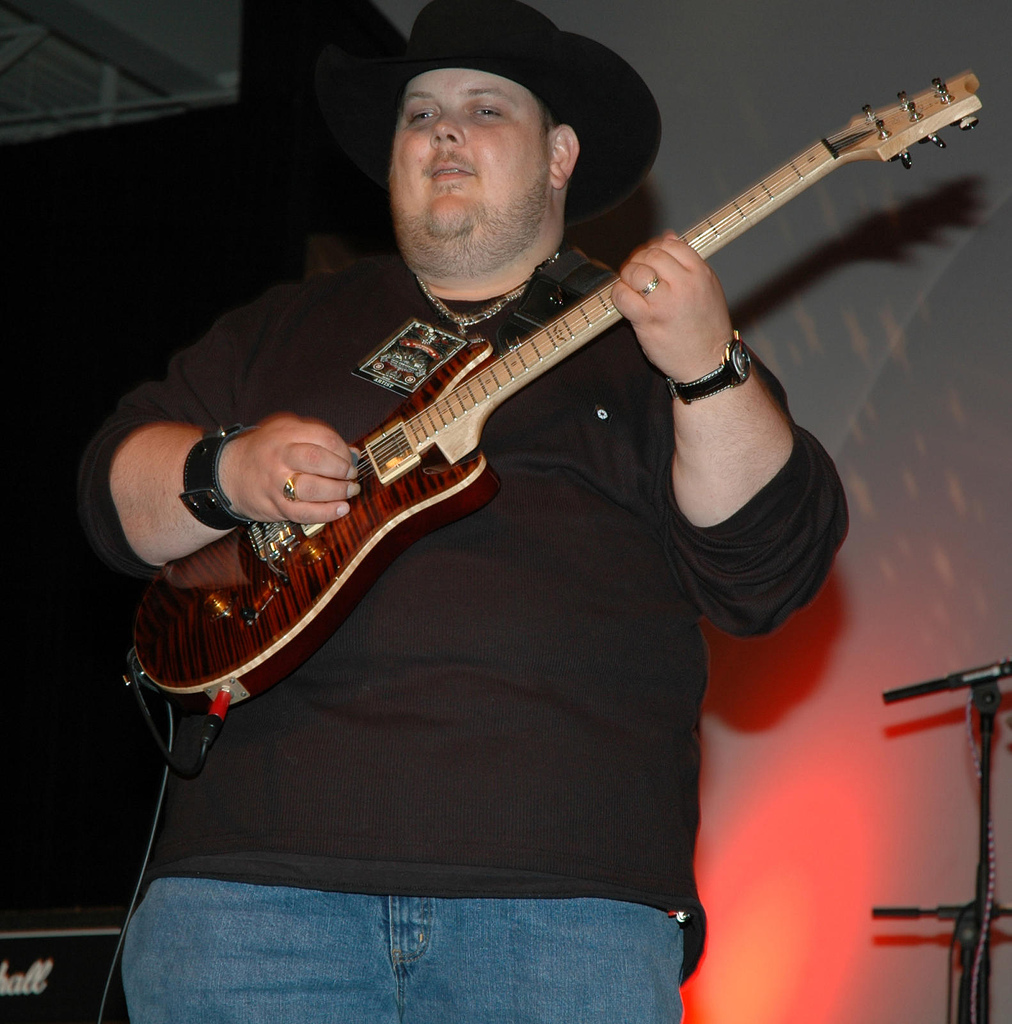
Johnny Hiland 2007

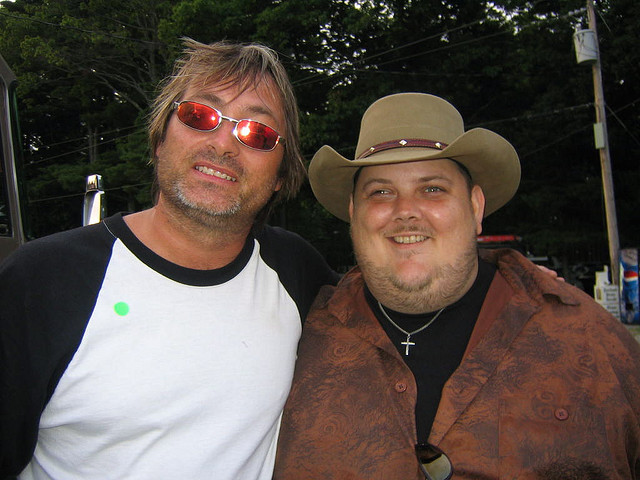
Sean Kelly und Johnny Hiland, 31. Juli 2005

Johnny Hiland (* 1975 in Woodland, Maine) ist ein US-amerikanischer Musiker. Vor allem wegen seines virtuosen Gitarrenspiels wurde Hiland schnell bekannt. Insgesamt beherrscht er 22 Instrumente. Im Musikstil bewegt sich Hiland zwischen Blues und Country-Musik.
Hiland wuchs in der kleinen Stadt Baileyville im Bundesstaat Maine auf. Er wurde mit der Augenkrankheit Nystagmus geboren, mit der er nahezu blind ist und die ihn in seiner normalen körperlichen Entwicklung beeinträchtigte. Schon im Alter von zwei Jahren begann er Gitarre zu spielen, mit sieben Jahren hatte er bereits in einem ersten Fernsehauftritt gespielt. Seine Karriere begann, als Johnny Auszeichnungen in einer Talentshow in New York erhielt; da war er zehn Jahre. Starken Einfluss erhielt er durch ein von seinem Vater initiiertes Konzert mit Ricky Skaggs. Danach begann Johnny Fingerpicking-Bluegrass auf seiner Fender Telecaster zu spielen. Er entwickelte bereits als Teenager seinen eigenen Stil, eine Mischung aus Rock, Blues und Swing, bei dem er überwiegend die Technik des Chicken Picking anwandte und weiterentwickelte.
Nach dem Highschool-Abschluss begann Johnny Hiland zunächst Geschichte auf Lehramt zu studieren, bevor er 1996 nach Nashville zog, dem Zentrum der Country-Musik. Dort fasste er sehr schnell Fuß. Angeblich stahl er am ersten Abend einer lokalen Band die Show. Seitdem trat er mit der Don Kelley Band auf. Johnny spielte in einer Reihe mit Künstlern wie Toby Keith, Randy Travis, und Lynn Anderson. Er unterschrieb einen Vertrag mit Steve Vai, der ihm bisher zwei Studioalben produzierte, 2004 und zuletzt 2006. Seit 2004 hat er die eigene Band „Johnny Hiland Band“ und reist damit um die Welt. Sein Interesse, Lehrer zu werden, konnte er umsetzen, indem er Musikern Gitarrenunterricht gab.
Er spielte auch auf der Bühne mit Künstlern wie Sammy Hagar, Ted Nugent, George Clinton und P-Funk, Les Paul, Steve Vai, Joe Bonamassa und vielen anderen. Eine Nebenbeschäftigung Hilands ist es, Kinderbücher zu illustrieren.
Im Jahr 2011 legte er sein drittes Album unter eigenem Namen All Fired Up vor.

## Diskografie
- 2004: Johnny Hiland
- 2007: Loud and Proud
- 2011: All Fired Up